# رادیا پرلمن
رادیا جوی پرلمن (به انگلیسی: Radia Perlman) (زاده ۱۸ دسامبر ۱۹۵۱) یک برنامه‌نویس کامپیوتر و مهندس شبکه آمریکایی است. او بیشتر به خاطر اختراع پروتکل درخت پوشا (STP)، که برای عملکرد پل‌های شبکه اساسی است، در حالی که برای شرکت تجهیزات دیجیتال کار می‌کرد، مشهور است. او همچنین در بسیاری از زمینه‌های دیگر طراحی و استانداردسازی شبکه، مانند پروتکل‌های مسیریابی حالت پیوند، مشارکت زیادی داشت.
پرلمن در سال ۲۰۱۵ به دلیل مشارکت در پروتکل‌های مسیریابی اینترنت و پل زدن به عضویت آکادمی ملی مهندسی انتخاب شد.
اخیراً او پروتکل تریل را برای اصلاح برخی از کاستی‌های درختان پوشا در شبکه کامپیوتری اختراع کرده‌است. او در حال حاضر توسط دل ئی‌ام‌سی استخدام شده‌است.

## اوایل زندگی
پرلمن در دریاچه آربور، نیوجرسی بزرگ شد. او یهودی است. هر دو والدین او به عنوان مهندس برای دولت ایالات متحده کار می‌کردند. پدرش روی رادار کار می‌کرد و مادرش ریاضیدانی بود که به عنوان برنامه‌نویس کامپیوتر کار می‌کرد. پرلمن در طول سال‌های تحصیلش، ریاضیات و علوم را «بی زحمت و جذاب» می‌دانست، اما برای کسب نمرات عالی در سایر دروس نیز مشکلی نداشت. او از نواختن پیانو و هورن فرانسوی لذت می‌برد. در حالی که مادرش در انجام تکالیف ریاضی به او کمک می‌کرد، آنها عمدتاً در مورد ادبیات و موسیقی صحبت می‌کردند.
پرلمن بهترین دانش آموز علوم و ریاضی در مدرسه اش بود. زمانی که پرلمن در کلاس برنامه‌نویسی در دبیرستان شرکت کرد، شروع به فکر کردن به حرفه ای کرد که شامل کامپیوتر بود. او تنها زن در کلاس بود و بعداً اینطور فکر کرد: «من آدم کارهای عملی نبودم. هرگز به ذهنم خطور نکرد که تجهیزات برقی و الکترونیکی را باز کنم. فکر می‌کردم یا برق می‌گیرم یا چیزی را می‌شکنم.» او در سال ۱۹۶۹ از دبیرستان اوشن تاونشیپ فارغ‌التحصیل شد.

## تحصیلات
پرلمن در مقطع کارشناسی در موسسه فناوری ماساچوست برنامه‌نویسی را برای کلاس فیزیک آموخت. او اولین شغل حقوقی خود را در سال ۱۹۷۱ به عنوان برنامه‌نویس پاره وقت برای آزمایشگاه لوگو در آزمایشگاه هوش مصنوعی مؤسسه فناوری ماساچوست (آن زمان)، نرم‌افزار سیستم برنامه‌نویسی مانند دیباگرها دریافت کرد.
او که زیر نظر سیمور پیپرت کار می‌کرد، نسخه ای مناسب برای کودکان از زبان برنامه‌نویسی لوگو به نام تورتیس ("سیستم مترجم بازگشتی لاک پشت نوپا") ایجاد کرد. در طی تحقیقاتی که در سال‌های ۱۹۷۴–۱۹۷۶ انجام شد، کودکان خردسال - کوچک‌ترین آنها در سن ۳ و نیم سال، یک ربات آموزشی زبان برنامه‌نویسی لوگو به نام لاک پشت را برنامه‌ریزی کردند. پرلمن به عنوان یکی از پیشگامان آموزش برنامه‌نویسی کامپیوتر به کودکان خردسال توصیف شده‌است.
او به عنوان فارغ‌التحصیل ریاضی در موسسه فناوری ماساچوست نیاز به یافتن یک مشاور برای پایان‌نامه خود داشت و به گروه موسسه فناوری ماساچوست پیوست. در آنجا او ابتدا با طراحی پروتکل‌های شبکه درگیر شد. در سال ۱۹۸۸ پرلمن لیسانس و فوق لیسانس ریاضیات و دکترا در رشته علوم کامپیوتر از موسسه فناوری ماساچوست گرفت. پایان‌نامه دکترای او در موسسه فناوری ماساچوست به موضوع مسیریابی در حضور خرابی شبکه‌های مخرب پرداخت.
هنگامی که در اواخر دهه ۶۰ در موسسه فناوری ماساچوست تحصیل می‌کرد، یکی از ۵۰ دانشجوی زن بود، در کلاسی که حدود ۱۰۰۰ دانشجو داشت. برای شروع موسسه فناوری ماساچوست فقط یک خوابگاه زنان داشت که تعداد دانشجویان زن را که می‌توانستند تحصیل کنند محدود می‌کرد. هنگامی که خوابگاه‌های مردانه در موسسه فناوری ماساچوست تبدیل به اجبار شد، پرلمن از خوابگاه زنان به یک خوابگاه مختلط نقل مکان کرد، جایی که او به «زن مقیم» تبدیل شد. او بعداً گفت که آنقدر به عدم تعادل جنسیتی عادت کرده بود که عادی شد. تنها زمانی که او دانشجویان زن دیگر را در میان انبوهی از مردان دید، متوجه شد که «به نوعی عجیب به نظر می‌رسد».

## حرفه
او بیشتر به خاطر اختراع پروتکل درخت پوشا (STP)، که برای عملکرد پل‌های شبکه اساسی است، در حالی که برای شرکت تجهیزات دیجیتال کار می‌کرد، مشهور است. پرلمن نویسنده یک کتاب درسی در مورد شبکه و نویسنده کتاب دیگری در مورد امنیت شبکه است. او بیش از ۱۰۰ اختراع دارد. او عضو سان میکروسیستمز بود و دوره‌هایی را در دانشگاه واشینگتن، دانشگاه هاروارد و موسسه فناوری ماساچوست تدریس کرده‌است و سخنران اصلی رویدادها در سراسر جهان بوده‌است. پرلمن دریافت کننده جوایزی مانند جوایز یک عمر دستاورد از یوزنیکس و انجمن ماشین‌های محاسباتی گروه مورد علاقه ویژه در ارتباطات داده‌است.

## پروتکل درخت پوشا
پرلمن الگوریتم درخت پوشا و پروتکل درخت پوشا (STP) را اختراع کرد. در حالی که در سال ۱۹۸۴ به عنوان مهندس مشاور در شرکت تجهیزات دیجیتال (DEC) کار می‌کرد، وظیفه توسعه یک پروتکل ساده را داشت که پل‌های شبکه را قادر می‌ساخت تا حلقه‌ها را در یک شبکه محلی (LAN) پیدا کنند. لازم بود که پروتکل باید از مقدار ثابتی از حافظه در هنگام پیاده‌سازی بر روی دستگاه‌های شبکه استفاده کند، صرف نظر از اینکه شبکه چقدر بزرگ است. ایجاد و گسترش شبکه‌های پل شده دشوار بود زیرا حلقه‌هایی که در آن بیش از یک مسیر به یک مقصد منتهی می‌شود، می‌تواند منجر به فروپاشی شبکه شود. مسیرهای اضافی در شبکه به این معنی است که یک پل می‌تواند یک فریم را در جهات مختلف جلو ببرد؛ بنابراین حلقه‌ها می‌توانند باعث شوند فریم‌های اترنت نتوانند به مقصد خود برسند و در نتیجه شبکه را از کار بیندازد. پرلمن از این واقعیت استفاده کرد که پل‌ها دارای آدرس‌های مک ۴۸ بیتی منحصر به فرد هستند و یک پروتکل شبکه ابداع کرد تا پل‌های داخل شبکه محلی با یکدیگر ارتباط برقرار کنند. الگوریتم پیاده‌سازی شده روی همه پل‌های شبکه به پل‌ها اجازه می‌دهد تا یک پل ریشه در شبکه تعیین کنند. سپس هر پل شبکه را ترسیم کرد و کوتاه‌ترین مسیر را به پل ریشه تعیین کرد و سایر مسیرهای اضافی را غیرفعال کرد. علی‌رغم نگرانی‌های پرلمن مبنی بر اینکه پروتکل درخت پوشا حدود یک دقیقه طول می‌کشد تا وقتی تغییراتی در توپولوژی شبکه رخ می‌دهد واکنش نشان دهد، در این مدت یک حلقه می‌تواند شبکه را از بین ببرد، توسط موسسه مهندسین برق و الکترونیک (IEEE) به عنوان 802.1d استاندارد شد. پرلمن گفت که مزایای این پروتکل به این واقعیت تبدیل می‌شود که «شما لازم نیست نگران توپولوژی باشید». با این حال پرلمن از تغییراتی که در طول استانداردسازی پروتکل ایجاد شده بود انتقاد کرده‌است.

## سایر پروتکل‌های شبکه
پرلمن در پیاده‌سازی پروتکل شبکه بدون اتصال (CLNP) کمک‌های بسیاری کرد. پرلمن با یاکوف رختر در توسعه استانداردهای مسیریابی شبکه، مانند پروتکل مسیریابی بین دامنه ای (IDRP), معادل پروتکل دروازه مرزی، همکاری کرده‌است. او همچنین بر انتقال از بردار فاصله به پروتکل‌های مسیریابی حالت پیوند نظارت داشت. پروتکل‌های مسیریابی وضعیت پیوند این مزیت را داشتند که سریع‌تر با تغییرات توپولوژی شبکه سازگار می‌شوند و پروتکل مسیریابی وضعیت پیوند دک، تنها پس از پروتکل مسیریابی وضعیت پیوند شبکه آژانس پروژه‌های تحقیقاتی پیشرفته (ARPANET) قرار داشت. در حین کار بر روی پروژه دک‌نت، پرلمن همچنین به بهبود پروتکل مسیریابی سیستم میانی به سیستم میانی، معروف به پروتکل حدواسط به حدواسط، کمک کرد تا بتواند پروتکل اینترنت (IP), اپل‌تاک و پروتکل تبادل بسته اینترنت ورک (IPX) را مسیریابی کند. پروتکل مسیریابی انتخاب کوتاهترین مسیر (OSPF) تا حدی بر تحقیقات پرلمن در مورد پخش متحمل خطا اطلاعات مسیریابی متکی بود.